# Pseudoclithria maura
Pseudoclithria maura är en skalbaggsart som beskrevs av Oliver Erichson Janson 1873. Pseudoclithria maura ingår i släktet Pseudoclithria och familjen Cetoniidae. Inga underarter finns listade i Catalogue of Life.